# Xã Lesterville, Quận Reynolds, Missouri
Xã Lesterville (tiếng Anh: Lesterville Township) là một xã thuộc quận Reynolds, tiểu bang Missouri, Hoa Kỳ. Năm 2010, dân số của xã này là 744 người.